# Medical Top Team
Medical Top Team (Hangul: 메디컬탑팀) é uma série de televisão sul-coreana escrita por Yoon Kyung-ah e dirigida por Kim Do-hoon. É estrelada por Kwon Sang-woo, Jung Ryeo-won, Ju Ji-hoon, Oh Yeon-seo e Choi Minho. A série foi filmada em agosto de 2013 e estreou em 9 de outubro de 2013 na MBC. A série enfoca a vida dos médicos e enfermeiros membros de uma equipe médica especializada do Hospital ficcional Gwang Hae University.

## Elenco

### Elenco principal
- Kwon Sang-woo como Park Tae-shin

Um cirurgião torácico gênio que é mal interpretado devido à sua maneira simples de falar, mas é gentil e de coração mole.
- Jung Ryeo-won como Seo Joo-young

Uma cirurgiã torácica carismática e ambiciosa. Lee Min-jung e Lee Na-young foram cogitadas para o papel.~
- Ju Ji-hoon como Han Seung-jae

Um famoso internista, cuja aparência bem-educada esconde o interior de um coração-de-gelo. Ele é o filho do presidente do Gwang Hae Hospital.
- Oh Yeon-seo como Choi Ah-jin

Um cirurgiã residente entusiasta e enérgica, que esteve em campo por apenas dois anos. É amiga íntima de Kim Seong-woo.
- Choi Minho como Kim Seong-woo

Um cirurgião residente de boa índole, é o mais novo membro da equipe. Ele tem uma paixão unilateral por Choi Ah-jin.

### Elenco de apoio
- Kim Young-ae como Shin Hye-soo - A vice-diretora do Gwang Hae University Hospital.[10]

- Ahn Nae-sang como Jang Yong-seop - Chefe da cirurgia.[11]

- Park Won-sang como Jo Joon-hyuk - Um médico no hospital idolatrado por Ah-jin.[12]

- Lee Hee-jin como Yoo Hye-ran - Uma enfermeira cirúrgica sociável da equipe que apoia Park Tae-shin.[11]

- Alex Chu como Bae Sang-kyu - Um especialista da equipe de Tae Shin de bom coração que esconde uma grande ambição.[11][13]

- Kim Ki-bang como Jung Hoon-min - Outro médico da equipe que está em um relacionamento com Yeo Min-ji.[14]

- Jo Woo-ri como Yeo Min-ji - Outra enfermeira cirúrgica da equipe, que é o interesse amoroso de Bae Sang-kyu e Jung Hoon-min.[11][15]

- Kim Sung-kyum como Lee Doo-kyung - Presidente do Grupo Gwang Hae e pai de Han Seung-jae.

- Lee Dae-yeon como Hwang Cheol-goo - O diretor da Clínica Paran.[16]